# Simi Valley
Simi Valley ist eine Stadt im Ventura County im US-Bundesstaat Kalifornien mit 126.356 Einwohnern (Stand: 2020).
Simi Valley liegt ungefähr 60 km nordwestlich vom Zentrum von Los Angeles, am Rande des bebauten Gebiets und 230 km nördlich von San Diego. Es ist keine gewachsene Stadt im eigentlichen Sinne – Grundkonzept war eine Siedlung in Schachbrett-Anordnung von voluminösen leichtgebauten Einfamilienhäusern mit zwangsläufig minimalen Abständen, im „Ranch“-Stil mit großem Saal als Flur und Wohnküche für zahlungsfähige weiße Arbeiterschaft, u. a. aus dem naheliegenden Industrieviertel von Chatsworth.

## Bekanntheit
- In Simi Valley befindet sich die Ronald Reagan Presidential Library samt Museum und Grab des 40. Präsidenten der USA.
- Weltbekannt wurde Simi Valley 1982, als der Film Poltergeist vom Produzenten Steven Spielberg in die Kinos kam. Bis heute steht noch das originale Poltergeist-Haus, vor dem gedreht wurde, in 4267 Roxbury Street. Die Besitzer des Hauses im Jahre 1982 sind heute immer noch dieselben.
- In Simi Valley fand das Gerichtsverfahren im Fall Rodney King statt, aus dessen Urteil sich die Unruhen in Los Angeles 1992 entwickelten.
- In Simi Valley befand sich bis 2006 das Audi Volkswagen Advanced Design Centre (heute: VW Design Center California (DCC), Santa Monica), in dem unter anderem der Audi TT oder der VW New Beetle entstanden. Mit dem ADC verbunden sind die Designer J Mays und Peter Schreyer.
- Überregional bekannt wurde die Stadt erstmals durch den – lange Zeit geheim gehaltenen – Kernreaktorunfall vom 26. Juli 1959. (vgl. die Liste von Unfällen in kerntechnischen Anlagen).

## Natur und Parks
Simi Valley ist eine Stadt mit viel Natur. Dies ist zum Beispiel an den 42 Parks in Simi Valley zu sehen.
Zusammen haben alle Parks eine Fläche von 614,994 Acre (2489 km²). Die drei größten Parkanlagen sind der
Simi Hills Golf Course mit 155,506 Acre (629 km²), der Cumash Park and Trail mit 51,81 Acre und der Oak Canyon Community
Park mit 38,164 Acre (154 km²).
Diese Parks erlauben eine ganze Menge Aktivitäten, wie z. B. Sportarten wie Baseball, Basketball, Volleyball, Joggen und Tennis. In den größeren kann man auch Sportarten wie Bergklettern, Softball, Fußball, Schwimmen, Golf, Reiten, Beachvolleyball und Angeln ausüben. Es ist ferner möglich, auf einer der vielen Picknickplätze in jedem der Parks zu relaxen. Besonders beliebt ist es, in einem der Parks zu heiraten oder andere Feste zu feiern. In einigen dieser Parks befinden sich auch historische Baudenkmäler, Eisenbahnen oder Museen.
Die wichtigste Baumart in den Parks sind Eichen. Aber es gibt auch Parks, die nur aus Zitrusbäumen oder Rasen bestehen. Mancherorts findet sich aber auch ein kleiner See oder Bach in den Parks. Die größeren Parks befinden sich an der Grenze von Simi Valley zu den Nachbarstädten, viele Parks gibt es aber auch im Stadtzentrum.

## Landwirtschaft

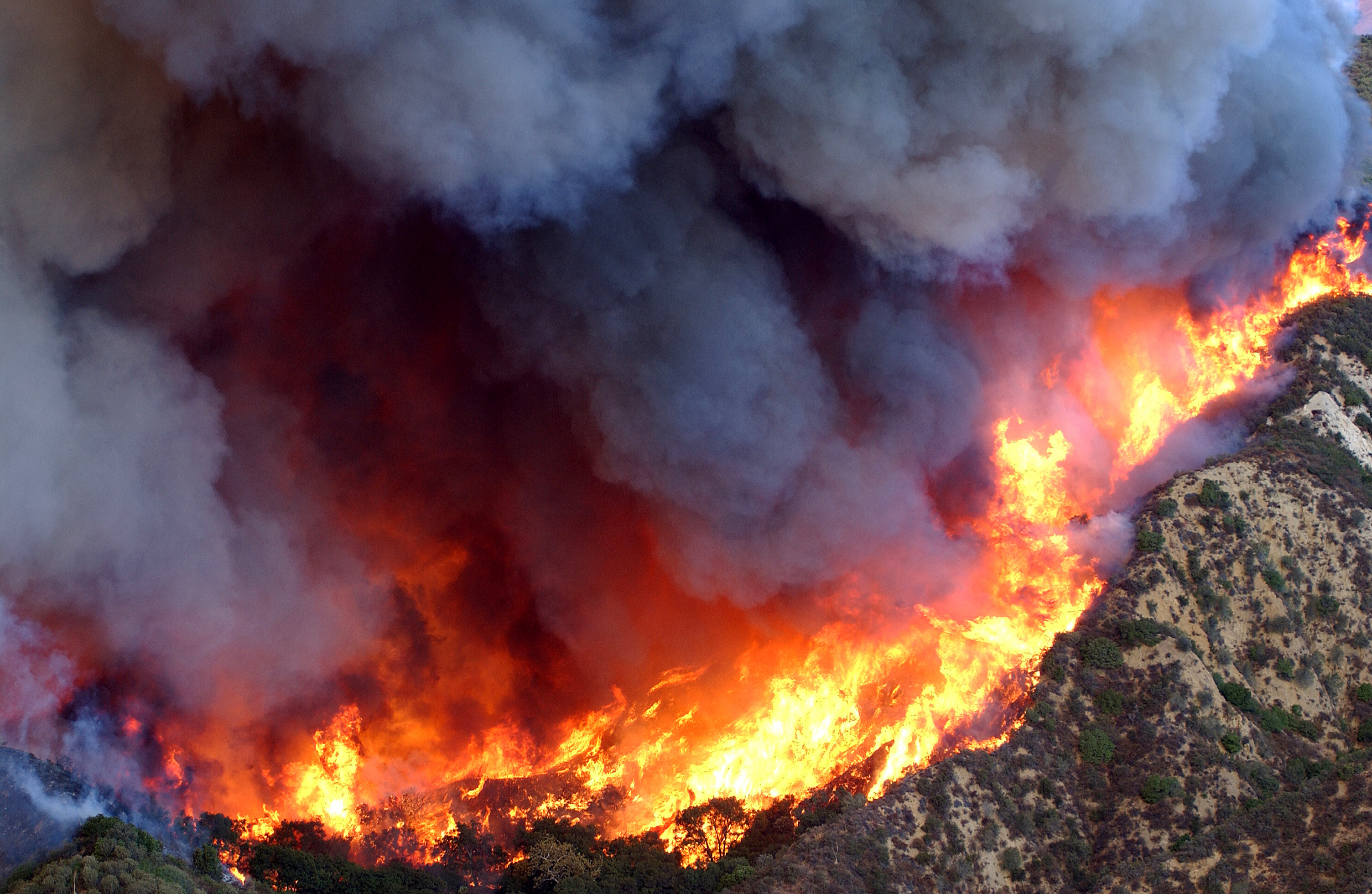
Waldbrand-Katastrophe im Simi Valley, Oktober 2003

Die drei wichtigsten Landwirtschaftsprodukte in Simi Valley sind Erdbeeren (297,9 Millionen Dollar.), Zitronen (182,8 Millionen Dollar) und Avocados (99,3 Millionen Dollar). Die Produkte werden hauptsächlich nach Japan und in die EU exportiert.
Die Landwirtschaft in Simi Valley hat zwei große Probleme: Die großen Waldbrände (zuletzt im Oktober 2003) und die Olivenfliege (Bactrocera oleae).

## Persönlichkeiten
- Tressa Prisbrey (1896–1988), Künstlerin
- Glenn Miller (* 1974), Filmregisseur und Filmschauspieler
- Danielle Savre (* 1988), Schauspielerin
- Shailene Woodley (* 1991), Schauspielerin
- Alec James (* 1999), Eishockeyspieler